# 后官寨镇
后官寨镇，是中华人民共和国甘肃省庆阳市西峰区下辖的一个乡镇级行政单位。
2014年，甘肃省民政厅批复同意撤销后官寨乡，设立后官寨镇。

## 行政区划
后官寨镇下辖以下地区：
王岭村、赵咀村、沟畎村、南佐村、中心村、司官寨村、后官寨村、李庄村、帅堡村、马集村、东坪村、路堡村和孔家塬村。